# Ковилово (Неготин)
Ковилово је насеље у Србији у општини Неготин у Борском округу. Према попису из 2022. у насељу је било 188 становника (према попису из 2011. било је 292 становника, према попису из 2002. било је 411 становника а према попису из 1991. било је 623 становника).

## Историја
Ковилово је ратарско-сточарско сеоско насеље збијеног типа удаљено 18 километара југоисточно од Неготина.
Смештено је на просечно 70 метара надморске висинеНадморска висина, на десној долинској страни реке Тимок. Северна географска ширина насеља је 44° 06’ 03”, источна географска дужина 22° 36’ 24”, а површина атара 1244 хектара. До овог насеља се може стићи асфалтним путем од Неготина преко Рогљева.
Први пут се помиње у турским пописима Видинског санџака у 16. веку, 1530−1535. године са 48, а 1586. са 21 кућом.
У 18. веку помиње се да је село Ковилово било на месту Липија у подножју брда Ћимил, да су мештани живели у земуницама и бурдељима и да је имало око 50 домаћинстава. Како на тој локацији није било довољно воде, мештани су се преселили на данашњу локацију, делом у равници, а делом у брдима Ћимил и Појенице.
Помиње се и као једно од села преко Тимока, под турском влашћу, заједно са Браћевцем, Злокућем и Црномасницом у извештају Максима Ратковића, егзарха Београдске митрополије из 1773. године.
Ковилово је до краја Првог светског рата припадало Бугарској. У књизи „Неготинска Крајина и Кључ” антрополога Косте Јовановића за ово село не постоје подаци. Он наводи једино чињеницу да су ово, али и села Црномасница, Александровац, Шипиково, Велики Јасеновац и Браћевац придодата Крајини после Првог светског рата.
Ковилово је, наиме, Нејским мировним споразумом присједињено Краљевини Југославији 1919. године.
Током Другог светског рата немачке окупационе снаге уступиле су Бугарима на територији Крајине села Браћевац, Црномасницу и Злокуће, која су по административно−територијалној подели припала кулској околији, односно срезу, као и Ковилово видинској околији.
Данашње насеље се дели на Доњи и Горњи крај.
Између два светска рата у њему су живеле следеће фамилије:
Цакићи (слава Петковица), Гиновићи (слава Свети Никола), Златовићи (слава Петковица), Казаковићи (слава Свети Јован), Михајловићи (слава Аранђеловдан), Спиновићи (слава Свети Јован), Милошевићи (слава Петковица), Сингуриловићи (слава Арханђел Михаило), Фундановићи (слава Арханђел Михаило), Ивановићи (слава Свети Јован), Булаковићи (слава Петковица), Соровићи (слава Арханђел Михаило), Ћировићи (слава Свети Никола), Матејевићи (слава Арханђел Михаило), Оприцовићи (слава Свети Стефан), Предовићи (слава Арханђел Михаило), Паовићи (слава Арханђел Михаило), Тодоровићи (слава Арханђел Михаило), Печевићи данас Димитријевићи (слава Свети Јован), Цековићи (слава Свети Никола), Миноковићи (слава Свети Никола), Радицовићи (слава Петковица), Цојкићи (слава Свети Јован), Борвичановићи (слава Петковица), Чоковићи (слава Свети Никола), Јониковићи (слава Свети Ђорђе), Кривовићи (слава Свети Никола), Кодицовићи (слава Свети Јован) и Лабовићи (слава Петковица).
Православна црква посвећена Светом Илији, чији дан је црквена слава и заветина насеља, подигнута је 1887. године.
Становништво је православно, приликом пописа национално се изјашњава као влашко и углавном се бави ратарством и сточарством.
Године 1921. село је имало 150 кућа и 820 становника, 1948. године 206 домова и 884 становника, а 2002. године 182 кућа и 420 становника. Године 2007. на привременом раду у иностранству (Немачка и Француска) из овог насеља је 36 становника.
Четвороразредна основна школа у насељу, која постоји од 1914. године (нова од 1955. године) је школске 2006/2007. године имала 13 ученика.
Земљорадничка задруга у Ковилову основана је 1945. године као Земљорадничко набавно-продајна задруга. Од 1955. године послује под називом Земљорадничка задруга „Тимочанка“ Ковилово. Дом културе у Ковилову је саграђен 1955-1957. године, електрификација насеља је урађена 1956. године, сеоски водовод 1976. године, пут је асфалтиран 1979-1980. године, а телефонске везе са светом насеље је добило 1982. године.

## Демографија
Према последњем попису из 2022. године у Ковилову је живело 188 становника што је за 109 мање у односу на 2011. када је на попису било 292 становника. У насељу живи 183 пунолетних становника, а просечна старост становништва износи 58,86 година (56,93 код мушкараца и 60,56 код жена).
Према подацима пописа из 2022. у насељу има 92 домаћинства, а просечан број чланова по домаћинству је 2,04 а према истом попису у насељу има 259 стамбених јединица од којих је 131 насељених.
Становништво у овом насељу веома је нехомогено, а у последња три пописа, примећен је пад у броју становника.
|  |

| Демографија | Демографија | Демографија |
| Година      | Становника  | Становника  |
| ----------- | ----------- | ----------- |
| 1948.       | 884         |             |
| 1953.       | 899         |             |
| 1961.       | 875         |             |
| 1971.       | 852         |             |
| 1981.       | 760         |             |
| 1991.       | 623         | 495         |
| 2002.       | 411         | 580         |
| 2011.       | 292         |             |
| 2022.       | 188         |             |

| Етнички састав према попису из 2002.‍ | Етнички састав према попису из 2002.‍ | Етнички састав према попису из 2002.‍ | Етнички састав према попису из 2002.‍ | Етнички састав према попису из 2002.‍ |
| ------------------------------------ | ------------------------------------ | ------------------------------------ | ------------------------------------ | ------------------------------------ |
|                                      |                                      |                                      |                                      |                                      |
| Власи                                | Власи                                |                                      | 227                                  | 55,23%                               |
| Срби                                 | Срби                                 |                                      | 132                                  | 32,11%                               |
| Румуни                               | Румуни                               |                                      | 10                                   | 2,43%                                |
| Македонци                            | Македонци                            |                                      | 1                                    | 0,24%                                |
| Југословени                          | Југословени                          |                                      | 1                                    | 0,24%                                |
| непознато                            | непознато                            |                                      | 12                                   | 2,91%                                |

| Година пописа     | 1948. | 1953. | 1961. | 1971. | 1981. | 1991. | 2002. |
| ----------------- | ----- | ----- | ----- | ----- | ----- | ----- | ----- |
| Број домаћинстава | 206   | 208   | 210   | 203   | 192   | 166   | 138   |

| Број чланова      | 1  | 2  | 3  | 4  | 5  | 6  | 7 | 8 | 9 | 10 и више | Просек |
| ----------------- | -- | -- | -- | -- | -- | -- | - | - | - | --------- | ------ |
| Број домаћинстава | 37 | 35 | 16 | 12 | 23 | 13 | 2 | 0 | 0 | 0         | 2,97   |

| Пол    | Укупно | Неожењен/Неудата | Ожењен/Удата | Удовац/Удовица | Разведен/Разведена | Непознато |
| ------ | ------ | ---------------- | ------------ | -------------- | ------------------ | --------- |
| Мушки  | 167    | 24               | 112          | 19             | 8                  | 4         |
| Женски | 194    | 17               | 111          | 51             | 14                 | 1         |
| УКУПНО | 361    | 41               | 223          | 70             | 22                 | 5         |

| Пол    | Укупно                    | Пољопривреда, лов и шумарство | Рибарство                            | Вађење руде и камена | Прерађивачка индустрија       |
| ------ | ------------------------- | ----------------------------- | ------------------------------------ | -------------------- | ----------------------------- |
| Мушки  | 119                       | 90                            | 0                                    | 1                    | 2                             |
| Женски | 97                        | 88                            | 0                                    | 0                    | 0                             |
| УКУПНО | 216                       | 178                           | 0                                    | 1                    | 2                             |
| Пол    | Производња и снабдевање   | Грађевинарство                | Трговина                             | Хотели и ресторани   | Саобраћај, складиштење и везе |
| Мушки  | 2                         | 12                            | 5                                    | 0                    | 3                             |
| Женски | 0                         | 0                             | 2                                    | 1                    | 0                             |
| УКУПНО | 2                         | 12                            | 7                                    | 1                    | 3                             |
| Пол    | Финансијско посредовање   | Некретнине                    | Државна управа и одбрана             | Образовање           | Здравствени и социјални рад   |
| Мушки  | 0                         | 0                             | 0                                    | 0                    | 0                             |
| Женски | 0                         | 0                             | 0                                    | 1                    | 0                             |
| УКУПНО | 0                         | 0                             | 0                                    | 1                    | 0                             |
| Пол    | Остале услужне активности | Приватна домаћинства          | Екстериторијалне организације и тела | Непознато            | Непознато                     |
| Мушки  | 0                         | 0                             | 0                                    | 4                    | 4                             |
| Женски | 0                         | 0                             | 0                                    | 5                    | 5                             |
| УКУПНО | 0                         | 0                             | 0                                    | 9                    | 9                             |